# Rhume (rivière)
Pour l’article homonyme, voir Rhume.
La Rhume est un affluent de la Leine (par la rive droite) long d'environ 48 km en Basse-Saxe. Sa source présente un des débits les plus élevés des sources karstiques d’Europe. Sa source naît de la convergence de plusieurs écoulements souterrains issus du sous-sol du Hartz.

## Hydrographie
La Rhume s'écoule en direction du nord-ouest, passe au sud des collines de Rotenberg, poursuit vers Lindau et Katlenburg. Elle emprunte ensuite quelque temps le cours de l'Oder avant de recevoir les apports considérables de la Söse qui coule du Hartz. Elle se jette dans la Leine (qui vient du sud) à la sortie de Northeim, juste au niveau de l’A 7. Elle apporte un débit interannuel moyen de 16,5 m³/s (station de Northeim), bien supérieur à celui de la Leine elle-même en amont (9,8 m³/s).
La Rhume est navigable en kayak et en canoë toute l'année avec quelques précautions. La vitesse du courant est appréciable et il y a quelques rapides, notamment à l'aval immédiat du pont de pierre de Katlenburg. Si la navigation est interdite entre la source et le PK 5,8, le segment jusqu'au PK 9,0 est, lui, navigable du 15 mai au 31 décembre.
Le débit de la Rhume est exploité à Northeim par une turbine hydraulique de 650 kW. Il n'y a pas d'autre exploitation hydroélectrique en amont (Elvershausen ou Katlenburg).
La ripisylve de la Rhume héberge des espèces menacées comme le pélobate brun, le crapaud calamite et le martin-pêcheur d'Europe et elle constitue par conséquent une zone protégée au titre de la directive habitats. La Rhume arrose la zone naturelle protégée Rhumeaue-Ellerniederung-Gillersheimer Bachtal.

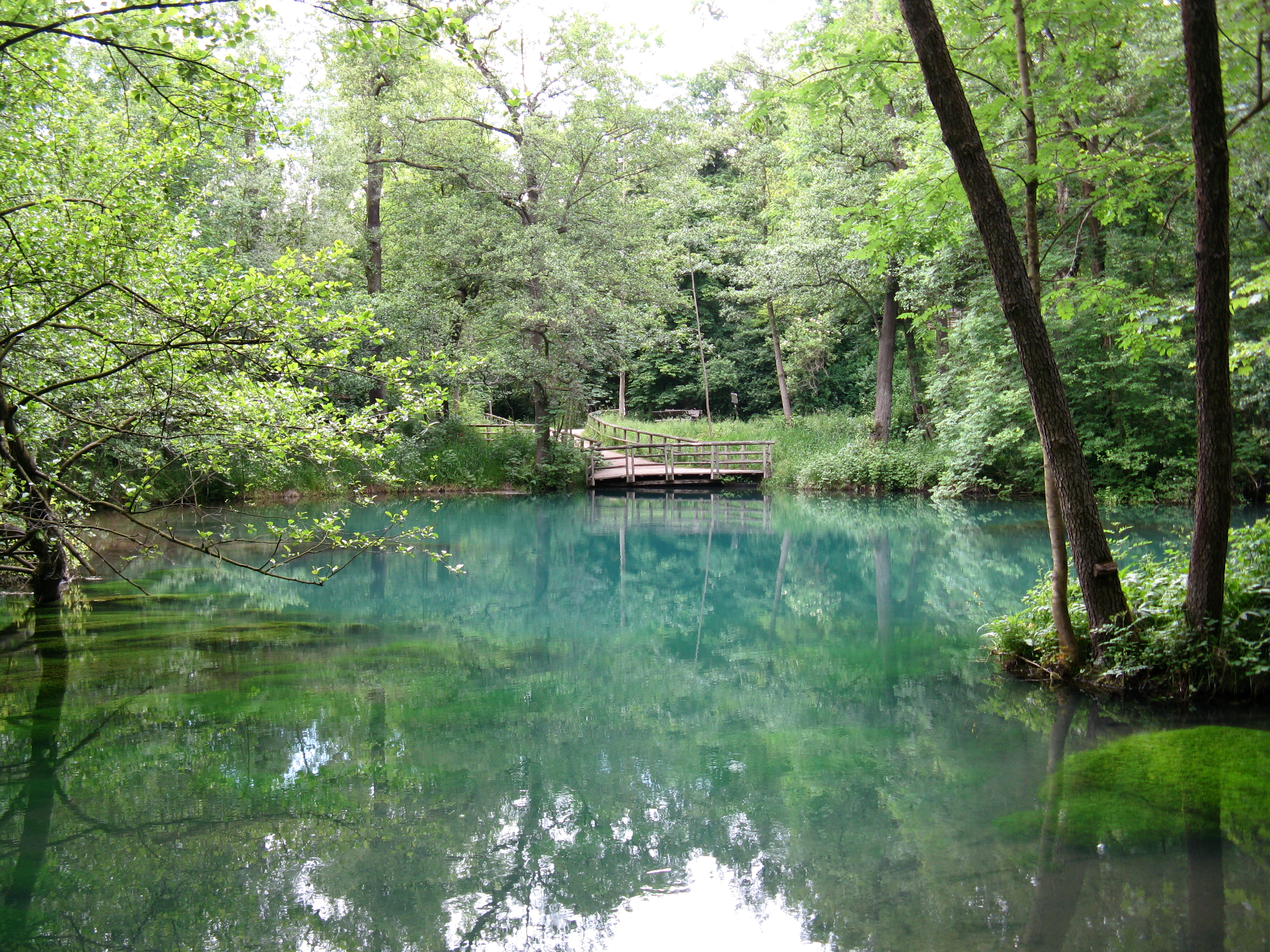
Source de la Rhume.
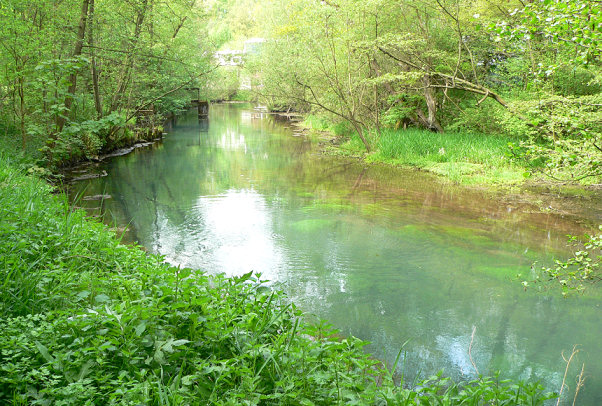
La Rhume à quelques dizaines de mètres en aval de sa source.
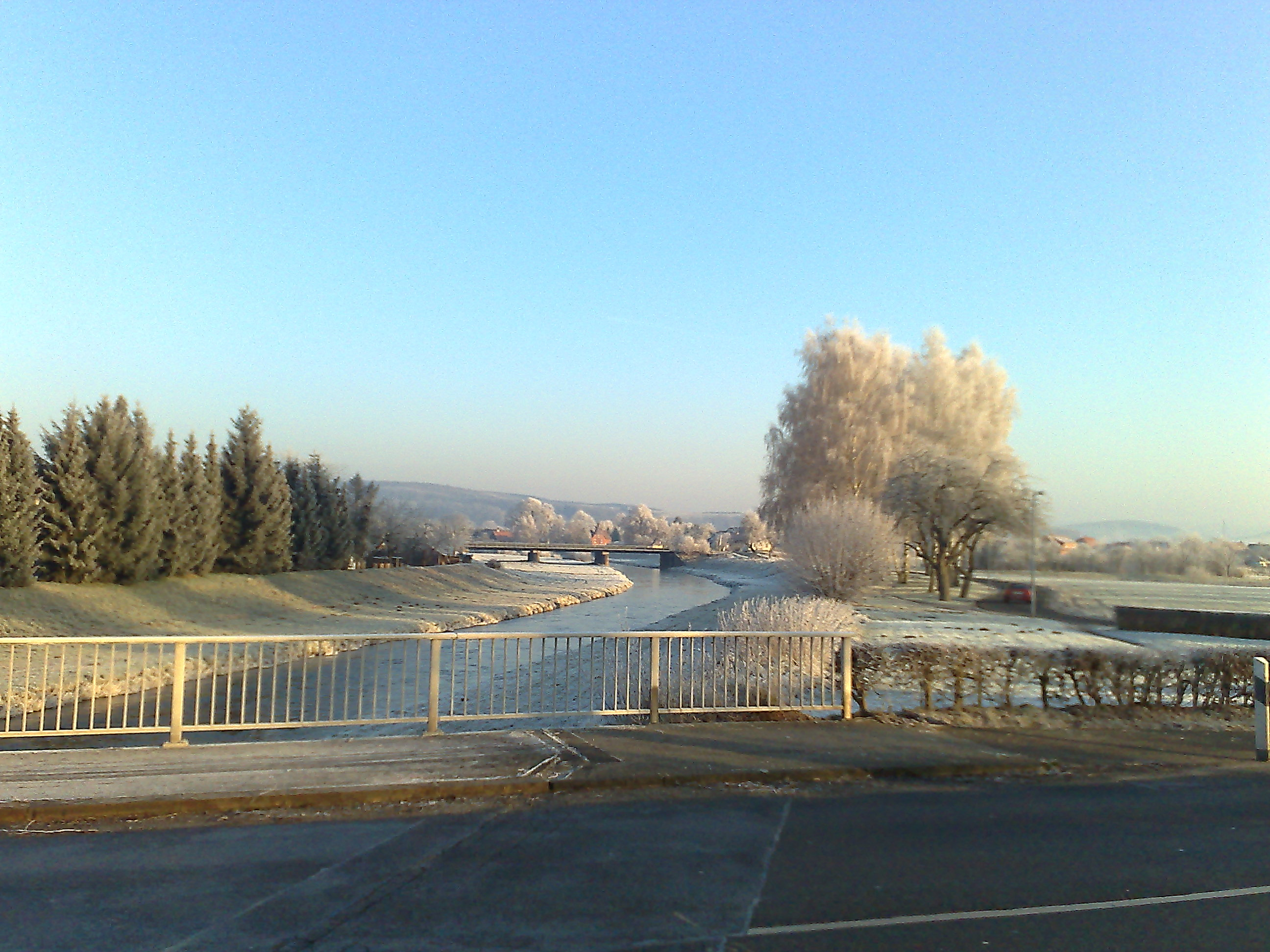
La Rhume l'hiver à Katlenburg.